# ستانلي إل. روبنسون
ستانلي إل. روبنسون (بالإنجليزية: Stanley L. Robinson)‏ هو مدير فني أمريكي، ولد في 17 نوفمبر 1890 في ميشيغان في الولايات المتحدة، وتوفي في 2 يوليو 1967.

## وصلات خارجية
- ستانلي إل. روبنسون على موقع قاعة ميسيسيبي للمشاهير الرياضية (الإنجليزية)